# Шевченко Марія Григорівна
Марія (Маруся) Григорівна Шевченко (26 січня (7 лютого) 1819, с. Кирилівка — † 1 (13) січня 1842, там само) — молодша сестра Тараса Шевченка.
Відомо, що Марія осліпла в три роки, жила у брата Микити.
У листі від 15 листопада 1839 року з Санкт-Петербургу до брата Микити Тарас Шевченко писав: 
| «Поцілуй брата Йосипа так, як би я його поцілував, і сестер Катерину, Ярину і Марусю, коли жива, та скажи, будь ласкав, як і де вона живе, чи одягнена, чи обута. Купи їй що-небудь к святкам з оцих грошей, що я тобі посилаю — поки що, а то я буду їй присилать окроме, коли трапляться у мене гроші»[1]. |
У листі від 2 березня 1840 року з Санкт-Петербургу до брата Микити Тарас Шевченко писав: 
| «Доглядай сестру Марусю»[1]. |
Померла в дівках 1 січня 1842 року в селі Кирилівка від натуральної хвороби.